# 파키스탄 국제항공 268편 추락 사고

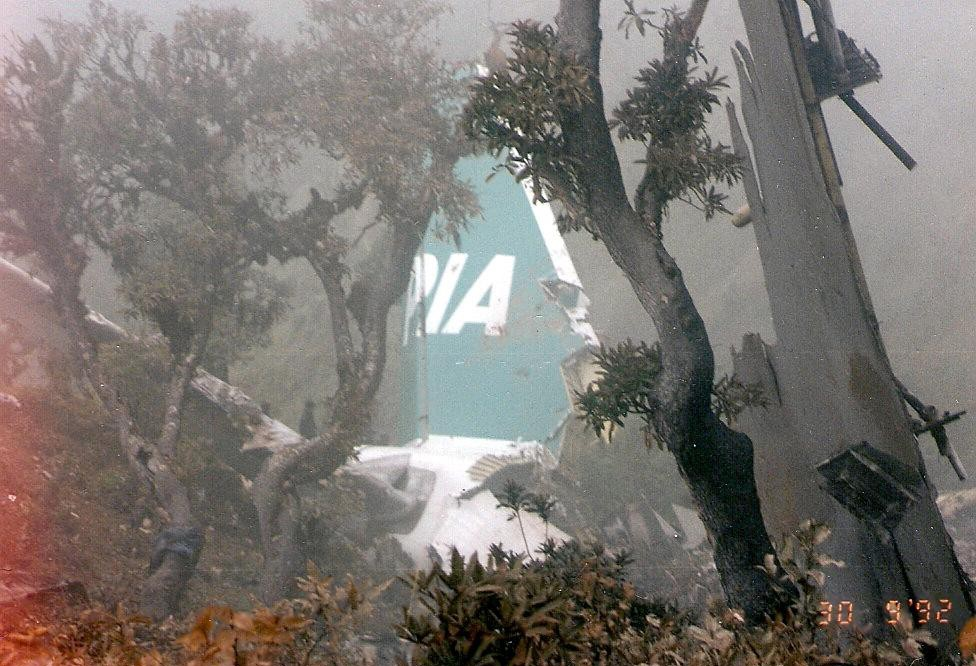
추락 후 기체의 모습

파키스탄 국제항공 268편(Pakistan International Airlines Flight 268)은 파키스탄 국제항공 소속 에어버스 A300(A300B4) 여객기로, 1992년 9월 28일 카라치에 위치한 진나 국제공항을 출발, 네팔의 수도 카트만두의 트리부반 국제공항에 착륙하기 위해 접근 중 악천후로 인해 추락했다. 추락 사고 당시 탑승자는 승객 155명과 승무원 12명 등 총합 167명이었다.

## 항공기
- 기종 : 에어버스 A300B4-203
- 등록부호 : AP-BCP
- 탑승객 : 승객 155, 승무원 12

## 탑승 국적자
| 국적        | 탑승객 | 승무원 | 소계 |
| ----------- | ------ | ------ | ---- |
| 파키스탄    | 18     | 12     | 30   |
| 미국        | 3      | 0      | 13   |
| 영국        | 36     | 0      | 36   |
| 네팔        | 30     | 0      | 30   |
| 스페인      | 30     | 0      | 30   |
| 네덜란드    | 14     | 0      | 14   |
| 이탈리아    | 10     | 0      | 10   |
| 방글라데시  | 4      | 0      | 4    |
| 캐나다      | 2      | 0      | 2    |
| 프랑스      | 2      | 0      | 2    |
| 스위스      | 2      | 0      | 2    |
| 일본        | 1      | 0      | 1    |
| 국적 불분명 | 3      | 0      | 3    |
| 합계        | 155    | 12     | 167  |

## 같이 보기
- 타이 항공 311편 추락 사고